# Manuel (personaggio)
Manuel è un personaggio della sit-com inglese Fawlty Towers. È interpretato da Andrew Sachs.

## Descrizione del personaggio
Manuel è un cameriere spagnolo, assunto da Basil in quanto accetta uno stipendio basso. Ha grandi difficoltà nel comprendere e parlare correttamente l'inglese, infatti quando Basil, Sybil o Polly gli chiedono di fare una cosa, lui risponde sempre si e ¿Que?. Nei casi in cui si renda ridicolo davanti alla clientela dell'hotel viene giustificato con la frase Viene da Barcellona, pronunciata spesso da Basil e sua moglie. Ha un forte senso di fedeltà rispetto a Basil che ha deciso di assumerlo e tenta, inutilmente, di dimostrarsi utile ed efficiente. Polly è una sua buona amica e spesso lo difende dai continui maltrattamenti di Basil.
Manuel è conosciuto anche per il suo patriottismo, amplificato nell'episodio L'anniversario, in cui cerca di convincere il cuoco Terry a cucinare la paella seguendo la ricetta di sua madre. Manuel ha una famiglia molto numerosa che vive in Spagna, menzionata nell'episodio Il ricevimento di nozze.

## Origini del personaggio
Nel periodo in cui la serie è stata creata i proprietari degli hotel inglesi spesso assumevano impiegati stranieri che non sapevano parlare inglese correttamente con gli ospiti e con gli altri impiegati. Manuel, che è stato interpretato dall'attore americano di origini tedesche Andrew Sachs, fu incluso come rappresentante di questi lavoratori stranieri. Sachs afferma che aveva avuto poche settimane per imparare l'accento spagnolo corretto, infatti all'inizio Sachs voleva interpretare un cameriere tedesco.

## Curiosità
- Nel doppiaggio spagnolo della serie, il cameriere è un italiano di Napoli e il suo nome è Paolo.
- Nel doppiaggio francese, Manuel è messicano.
- La band I'm from Barcellona si chiama così in onore del personaggio di Manuel.
- Sachs fa un breve cameo in We Are Nost Amused come un Manuel di mezza età.